# بهمن ۱۳۹۲
بهمن ۱۳۹۲، نخستین ماه سال ۱۳۹۲ هجری خورشیدی است.
آغاز آن سه شنبه، ۱ بهمن ۱۳۹۲ برابر با ۲۱ ژانویه ۲۰۱۴ میلادی است.